# Wolodymyr Wassyljowytsch Schtscherbyzkyj

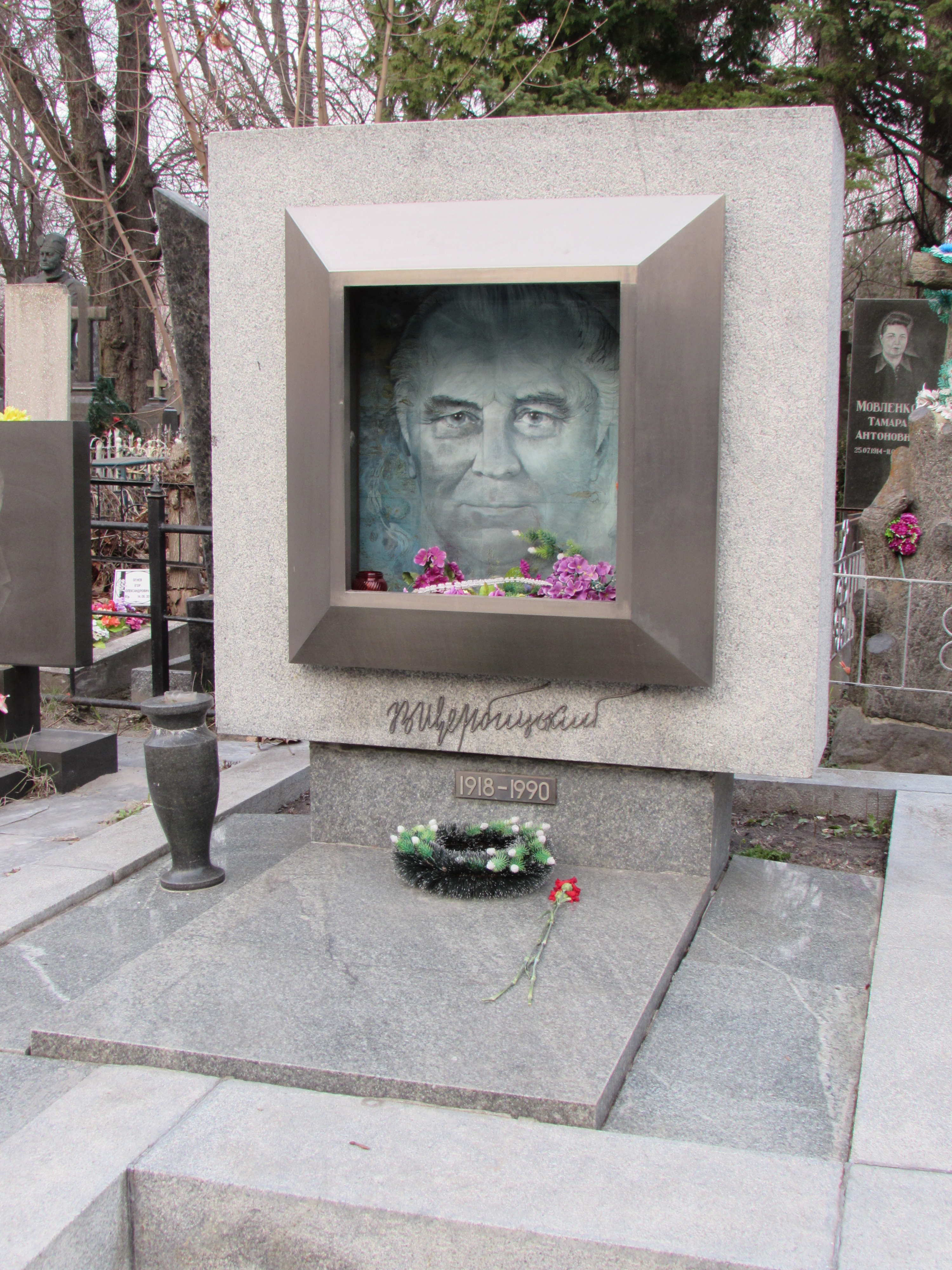
Grabstätte von Schtscherbyzkyj

Wolodymyr Wassyljowytsch Schtscherbyzkyj (ukrainisch Володимир Васильович Щербицький, russisch Владимир Васильевич Щербицкий Wladimir Wassiljewitsch Schtscherbitzki; * 17. Februar 1918 in Werchnjednjeprowsk, Gouvernement Jekaterinoslaw, heute Oblast Dnipropetrowsk; † 17. Februar 1990 in Kiew) war ein sowjetischer und ukrainischer Politiker und von 1961 bis 1963 sowie von 1965 bis 1972 Vorsitzender des Ministerrates der Ukrainischen SSR.

## Biografie

### Ausbildung und Aufstieg
Schtscherbyzkyj war Ingenieurabsolvent – wie viele Angehörige der sowjetischen Nomenklatura. 1941 trat er in die KPdSU ein, wurde im selben Jahr im Deutsch-Sowjetischen Krieg in die Rote Armee einberufen und machte nach Kriegsende in der Politik Karriere. 1948 wurde er mit nur 30 Jahren unter Leonid Breschnew (1947–1950) Zweiter Obkomsekretär der Partei in der ukrainischen Oblast Dnjepropetrowsk. Seit dieser Zeit bestand die einvernehmliche Beziehung dieser beiden Politgrößen.

### Auf- und Abstieg in der Ukraine
Von 1961 bis 1963 und dann wiederum von 1965 bis 1972 war er Vorsitzender des Ministerrats der Ukrainischen SSR und gleichzeitig Kandidat des Politbüros. Im Rahmen einer allgemeinen Erneuerungsbestrebung verlor er 1963 seine Ämter und wurde durch Chruschtschows Einfluss zum Mitglied des Zentralkomitees bzw. zum Ersten Sekretär der Partei der Oblast Dnjepropetrowsk degradiert.

### In den Zentren der Macht

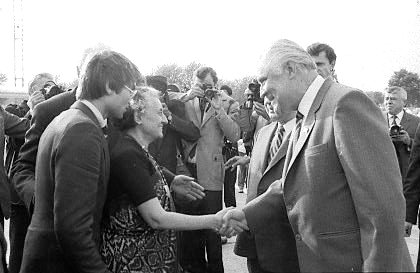
Begegnung mit der indischen Premierministerin Indira Gandhi in Kiew, 1982

Von 1971 bis zum 20. September 1989 war Schtscherbyzkyj Vollmitglied im Politbüro der Kommunistischen Partei der Sowjetunion (KPdSU) und gleichzeitig als Nachfolger von Petro Schelest Erster Sekretär der Kommunistischen Partei der Ukraine. In der Ukraine verloren die Schelest-Vertrauten ihre Posten. Die Ansätze einer ukrainischen Verselbstständigung wurden unterdrückt.
„Er führte“ – wie Gorbatschow sich erinnerte – „die Republik (Ukraine) mit sicherer Hand.“ Um 1978 wurde er auch als möglicher Nachfolger Breschnews als Generalsekretär der Partei genannt. Laut Breschnews Fotografen Musaeljan hatte Breschnew vorgehabt, ihn auf dem ZK-Plenum am 15. November 1982 als seinen Nachfolger zu nominieren, starb jedoch kurz zuvor am 10. November. Juri Andropow sollte sich später durchsetzen. 1987 unterstützte er noch die ersten Reformansätze Gorbatschows; er folgte jedoch den Veränderungen ab 1989 im Zeichen von Perestroika und Glasnost nicht mehr und schied aus dem Politbüro und seinen Ämtern in der Ukraine aus. Er starb 1990 in Kiew und wurde auf dem Baikowe-Friedhof beerdigt.

### Ehrungen
- Held der sozialistischen Arbeit (zweimal)
- Leninpreis
- Leninorden (siebenmal)
- Orden der Oktoberrevolution (zweimal)
- Orden des Vaterländischen Krieges I. Klasse (1985)[3]